# İlknur Kobaş
İlknur Kobaş (ur. 19 lipca 1977) – turecka judoczka. Olimpijka z Atlanty 1996, gdzie zajęła piąte miejsce w wadze średniej.
Uczestniczka mistrzostw świata w 1995. Startowała w Pucharze Świata w latach 1995, 1996, 1998-2000. Piąta na mistrzostwach Europy w 1994 i 1996 roku.

## Letnie Igrzyska Olimpijskie 1996
| Konkurencja | Eliminacje                   | Eliminacje        | Eliminacje             | Repasaże              | Repasaże                 | Finały            | Klas. końcowa |
| Konkurencja | Przeciwnik I                 | Przeciwnik II     | 1/4                    | Przeciwnik I          | Przeciwnik I             | o 3. miejsce      | Miejsce       |
| ----------- | ---------------------------- | ----------------- | ---------------------- | --------------------- | ------------------------ | ----------------- | ------------- |
| -61 kg      | Cristiane Parmigiano (BRA) Z | Liu Lizhe (CHN) Z | Jung Sung-sook (KOR) P | Susann Singer (GER) Z | Xiomara Griffith (VEN) Z | Jenny Gal (ITA) P | 5.            |